# Josep Carol i Pérez
Josep Carol i Pérez, (Borgonyà? - Barcelona, 5 de febrer de 1992) fou un mestre, excursionista i promotor de l'escoltisme laic català.

## Biografia
Passà la infància amb els seus avis a Borgonyà, mentre els seus pares treballaven a Barcelona. El capellà que feia de mestre als infants de la colònia tèxtil veient les actituds i possibilitats d'en Josep, animà la seva família perquè estudiés per a mestre. Es formà a l'Escola Normal de Barcelona i més tard ingressà a l'Escola Normal de la Generalitat de Catalunya on seguí els estudis de l'anomenat Pla Professional. Allà formà part d'una colla d'alumnes que els unia l'amor a la natura i l'excursionisme. En les seves sortides debatien de temes pedagògics estimulats pels plantejaments renovadors de professors com Joan Roure o Cassià Costal.
L'inici de la Guerra Civil coincidí en les seves pràctiques professionals i fou voluntari en les Milícies de la Cultura creades pel govern de la Segona República. Formades per docents que miraven d'alfabetitzar i dotar d'uns coneixements bàsics a les tropes en combat recollint l'experiència de les Misiones Pedagógicas. En acabar la guerra, pogué retornar a exercir com a mestre. Emprengué, dins els marges del franquisme, accions per recuperar l'esperit i les pràctiques renovadores en el camp pedagògic. Enllaçant amb un corrent social que volia mantenir la renovació pedagògica i de la llengua catalana que, des dels primers anys del franquisme, havia iniciat un grup d'escoles privades.
A finals dels anys quaranta del segle xx, amb Miquel Cabra i Pere Carbonell mirà de reagrupar antics alumnes de l'Escola Normal de Generalitat i propicià una plataforma de reflexió sobre el seu contingut pedagògic. Lluny de la nostàlgia, l'objectiu fou divulgar i mantenir l'esperit renovador d'aquella institució entre els joves mestres. En la represa de l'Escola d'Estiu de 1966 impulsada per l'Escola de Mestres Rosa Sensat hi col·laborar activament. Durant el franquisme serà un actiu membre Unió Excursionista de Catalunya. Practicant un excursionisme que unia a l'esport l'estudi del medi i que pretenia recuperar els elements propis de la identitat nacional i la llengua i cultura catalanes.
El de 1974 participa en la fundació d'Escoltes Catalans a Montserrat en què s'integraren diverses iniciatives escoltes no confessionals sorgides en la semiclandestinitat durant el franquisme. El 1988, restablerta la democràcia, es refundà l'Associació d'Amics de l'Escola Normal de la Generalitat, de la qual l'escultor i antic professor Rafael Solanic en fou president i Josep Carol vicepresident i ànima. Carol, el 1988 tingué cura, en col·laboració d'altres antics alumnes, de l'edició Els cursets de perfeccionament de l'Escola Normal de la Generalitat. Dossier d'un insòlit assaig pedagògic (1933-1936).
Fruit de la seva experiència i estudi, Josep Carol publicarà una sèrie de guies excursionistes sota el pseudònim d'Agustí Cardós i publicades a partir de 1951 per l'editorial Miquel Arimany. La seva tasca de formació dels joves associats tant d'Unió Excursionista de Catalunya com del Centre Excursionista de Catalunya l'encaminà vers l'Escoltisme com a mètode actiu d'autoformació de nois i noies. En jubilar-se es dedicà a la formació dels caps i educadors d'Escoltes Catalans, des d'uns objectius de laïcitat, catalanitat, coeducació, compromís social i defensa de la natura i la democràcia. Aquesta tasca és continuada, des de 1997, per la Fundació Escolta Josep Carol.

## Obra
- Cardós, Agustín (pseudònim) Costa Brava.Barcelona: Miguel Arimany, 1950.
- Cardós, Agustín (pseudònim) Montnegre y el Corredor..Barcelona: Miguel Arimany, 1951.
- Cardós, Agustín (pseudònim) Guillerias .Barcelona: Miguel Arimany, 1952.
- Cardós, Agustín (pseudònim) Andorra.Barcelona: Miguel Arimany, s.d.